# Malandras
Malandras è una serie televisiva argentina trasmessa da Canal 9 nel 2003. Andò in onda dal lunedì al venerdì alle ore 22:00.

## Trama
Toto Bertolotti viene scarcerato dopo alcuni anni di reclusione, scontata a causa del tradimento dell'ex amico Héctor Ordóñez. La famiglia Bertolotti e la famiglia Ordóñez, entrambe coinvolte in attività criminali, sono impegnate in una guerra a causa di antichi rancori.
I Bertolotti, ufficialmente titolari di una concessionaria di automobili, sono dediti alla piccola criminalità ma i vicini li rispettano perché proteggono il quartiere dalle incursioni di altre bande. La famiglia è composta da Toto, dai figli Fernando e Valeria e dalla sorella Coca, che per i nipoti è stata una specie di figura materna dopo la morte della moglie di Toto.
La soffiata di Héctor nei confronti di Toto ha compromesso la storia d'amore tra quest'ultimo e la dottoressa Paula, con la quale stava per sposarsi prima di finire in galera. Desideroso di vendetta, Toto cercherà in ogni modo di farla pagare al rivale, ma le cose saranno complicate dall'infatuazione del figlio Fernando nei confronti della figlia di Héctor, Anita.

## Episodi
La sigla d'apertura utilizzata è Ragalonga de Malandras della band Bersuit Vergarabat.
| Stagione       | Episodi | Prima TV Argentina |
| -------------- | ------- | ------------------ |
| Prima stagione | 12      | 2003               |

## Produzione
La serie venne creata dai fratelli Alejandro e Sebastián Borensztein. Il lavoro di produzione nacque diversi anni prima dell'effettiva messa in onda e le riprese partirono a novembre del 2002, durando circa tredici ore al giorno.
La serie ebbe un cast d'eccezione, composto da attori molto popolari della scena cinematografica e televisiva argentina.

## Riconoscimenti
- 2003 - Premio Martín Fierro[5]
  - Candidatura alla migliore commedia
  - Candidatura alla migliore colonna sonora originale